# Hrvace
Hrvace su općina u Hrvatskoj.
U podnožju šumovitih brežuljaka na rubu Hrvatačkog polja uz cestu Sinj – Knin smjestilo se mjesto Hrvace. Hrvace se nalaze u sjeverozapadnom djelu Splitsko-dalmatinske županije i Cetinske krajine. Župu Hrvace (400m n/v) čine sela Hrvace i Rumin.

## Općinska naselja
U sastavu općini je 11 naselja (stanje 2006.), to su: Dabar, Donji Bitelić, Gornji Bitelić, Hrvace, Laktac, Maljkovo, Potravlje, Rumin, Satrić, Vučipolje i Zasiok.

## Zemljopis
Raznolikost prirodnog bogatstva, rijeka, planina, polja, obilje pitkih izvora, jezera, bogatstvo flore i faune te 52 izvora pitke vode od kojih 40 teče stalno, dok 12 ljeti presuši.
- Rijeke: Cetina, Vojskova i Rumin.
- Jezera: Peručko, Miloševo i Stipančevo.
- Planine: Dinara, Svilaja, Kamešnica, Plišivica i Vrdovo.

Julije Bajamonti: "Selo Hrvace je jedno od najljepših i najvećih sela u Hrvatskoj. Njegove su ljepote i položaj jedinstven i veličanstven. Hrvace su zemaljski raj."[nedostaje izvor]

## Stanovništvo

### Popis 2011.
Prema popisu stanovništva iz 2011. godine, Općina Hrvace ima 3617 stanovnika. Većina stanovništva su Hrvati s 98,23 %, a po vjerskom opredijeljenju većinu od 96,63 % čine pripadnici katoličke vjere.

### Popis 2001.
Po popisu stanovništva iz 2001. godine, općina Hrvace imala je 4116 stanovnika, raspoređenih u 11 naselja:
- Dabar – 26
- Donji Bitelić – 424
- Gornji Bitelić – 234
- Hrvace – 1637
- Laktac – 0
- Maljkovo – 82
- Potravlje – 823
- Rumin – 220
- Satrić – 513
- Vučipolje – 113
- Zasiok – 44

| broj stanovnika | 5056  | 5919  | 5742  | 6483  | 7065  | 7512  | 7392  | 7706  | 7810  | 8212  | 7137  | 6692  | 6206  | 5296  | 4116  | 3617  | 3144  |
|                 | 1857. | 1869. | 1880. | 1890. | 1900. | 1910. | 1921. | 1931. | 1948. | 1953. | 1961. | 1971. | 1981. | 1991. | 2001. | 2011. | 2021. |

| broj stanovnika | 1286  | 1466  | 1460  | 1714  | 1752  | 1926  | 2137  | 1913  | 1914  | 2122  | 2003  | 1916  | 2117  | 1856  | 1637  | 1566  | 1483  |
|                 | 1857. | 1869. | 1880. | 1890. | 1900. | 1910. | 1921. | 1931. | 1948. | 1953. | 1961. | 1971. | 1981. | 1991. | 2001. | 2011. | 2021. |

## Uprava
Načelnik općine Dinko Bošnjak.

## Povijest
Mjesto i župa dobili su ime od našeg naroda, Hrvati i naše domovine Hrvatske. U prošlosti su još nazivane : (Hrvatce, Hrowacza napisno je u povelji hrvatsko-ugarskog kralja Matijaša Korvina, turski defter ih zove Hrvatice, Mleci - Hrvazze).[nedostaje izvor]
U NOB-u tijekom Drugog svjetskog rata sudjelovala su 204 stanovnika.
Područje općine je 1991. i 1992. za vrijeme Domovinskog rata bilo bojište. Srpske snage su spalile brojne kuće u selima iselivši gotovo polovinu populacije, te se na prostoru općine odvila Operacija Peruća. Od osnivanja samostalne države na vlasti je HDZ.

## Gospodarstvo
Uz razvijenu mesno prerađivačku industriju, u selu se nalazi jedan kamenolom i sjedište nekoliko privatnih građevinskih tvrtki dok se većina stanovništva bavi poljoprivredom i uzgojem stoke za vlastite potrebe.

## Poznate osobe
- Nikola Jerkan, nogometaš i reprezentativac Hrvatske
- Janko Janković, nogometaš i reprezentativac Hrvatske

## Obrazovanje
U Hrvacama se nalazi OŠ Dinka Šimunovića, nazvana prema slavnom piscu koji je kao učitelj radio u ovim krajevima, te inspiriran ljudima i prirodom napisao nekoliko knjiga.

## Kultura
- KUD Peruća - nastupali na većim smotrama folklora u Hrvatskoj i drugim zemljama
- U Hrvatačkoj crkvi Gospe žalosne i Svih svetih djeluje mješoviti crkveni zbor s oko 40 pjevača, koji svake nedjelje i na blagdane obogaćuje misna slavlja, pružajući ugodne smirujuće i osvježavajuće zvuke prisutnim vjerinicima.

2020.g. u Hrvacama su osnovane klape "Cetinjani" I "Cetinjanke" pod Udrugom Klape Hrvace.

## Šport
- NK Hrvace, 1. NL
- Galopski klub Vreba
- MNK Hrvace (malonogometna liga Sinj)

## Vanjske poveznice
1. ↑  Registar prostornih jedinica Državne geodetske uprave Republike Hrvatske. Wikidata Q119585703
2. ↑  Popis stanovništva, kućanstava i stanova 2021. – stanovništvo prema starosti i spolu po naseljima (hrvatski i engleski). Državni zavod za statistiku. 22. rujna 2022. Wikidata Q118496886
3. ↑  Naselje i odredišni poštanski ured. Hrvatska pošta. Pristupljeno 3. siječnja 2022.
4. ↑   Popis stanovništva po gradovima/općinama 2011.
5. ↑   Popis stanovništva prema narodnosti po gradovima/općinama 2011.
6. ↑   Popis stanovništva prema vjeri po gradovima/općinama 2011.
7. ↑  Iz povijesti Dalmacije (str. 122) - Bernard Stulli ISBN 86-7397-073-3